# 43. приједорска моторизована бригада
43. приједорска моторизована бригада је била једна од најјачих јединица Војске Републике Српске. Наслиједила је 343. моторизовану бригаду ЈНА. Штаб јединице био је у касарни Жарко Згоњанин, у приједорском насељу Урије.
Први командант био је пуковник Владимир Арсић, послије њега јединицом је командовао пуковник Радмило Зељаја. Током рата у БиХ бригада је била ангажована на посавском, романијском и бихаћком ратишту и кроз њу је прошло преко 10.000 бораца.

## Организација
1. Оклопни батаљон, 2. Гвоздени батаљон, 3. Моторизовани батаљон и 4. Јуришни батаљон били су основ организације бригаде. Поред њих, јединица је имала низ других формација - чету Војне полиције, артиљеријски дивизион, инжињерију, минобацачке водове и јединице подршке.

## 1991.
На свој ратни пут је кренула крајем септембра 1991. године на западнославонско ратиште, заједно са другим јединицама Бањалучког корпуса. Задатак је био излазак на ауто-пут Београд - Загреб у рејону Окучана, те обезбјеђивање путног правца Градишка - Окучани и ауто-пута на секцији до Пакраца. Акције су успјешно извршене у садејству са чувеном Гаравом бригадом из Бањалуке. Почетком 1992. године јединица се враћа у Приједор.

## 1992.
30. маја 1992. године наоружани муслимански екстремисти СДА, припадници Зелених беретки и бојовници ХДЗ-а предвођени криминалцем Славком Ећимовићем у раним јутарњим часовима нападају Приједор, форсирајући ријеку Сану на неколико мјеста. Борци 43. бригаде успјешно одбијају главнину напада у Партизанској улици, а до краја дана потпуно уништавају џепове отпора муслиманско-хрватских екстремиста у Старом граду, Пухарској и Занатској улици. У борбама је пало 36 припадника војске и полиције, међу њима и командант оклопног батаљона 43. приједорске бригаде мајор Зоран Карлица. Главни градски трг у Приједору данас носи његово име.
У љето 1992. године 43. пмтбр. успјешно учествује у пробоју Коридора, у борбама око Градачца, Јакеша, Вукосавља, Дервенте и Шамца. Послије вишечасовне артиљеријске припреме, у зору 24. јуна, жесток тенковски удар потпуно разбија муслимански фронт на потезу Локве - Индустријска зона Градачац, те 43. бригада тако долази на мање од једног километра од центра Градачца. Команда 2. корпуса муслиманске армије у Тузли, вјерујући да се спрема општи напад ка Грачаници и тузланском басену, повлачи дио својих снага назад ка Градачцу, тако ослобађајући Добој из полуопсаде. Управо то је и био циљ напада на Градачац, да се непријатељске снаге извуку са својих раније утврђених положаја, те олакша разбијање хрватских бригада сјеверно од Добоја. Овај маневар је такође омогућио да 1. оклопна и 16. крајишка бригада муњевито продру десном обалом Босне ка Модричи, која је коначно ослобођена четири дана касније.
Чувени оклопни воз, који је у јесен 1992. угрозио муслиманске линије код Градачца, склопили су инжињери 43. бригаде, по узору на кнински оклопни воз Крајина-експрес.

## 1993. и 1994.
1993. и 1994. године батаљони 43. бригаде бранили су линије на Влашићу, Олову, Орашју, око Сарајева и Хан Пијеска, те учествовали у операцијама Садејство, Бреза и Штит.

## 1995.
1995. године бригада се поново враћа у Приједор и успјешно брани матични град у посљедњој бици (Операција Вагањ) пред налетом 5. муслиманског корпуса из правца Санског Моста, када су муслимански борци заустављени у Алишића клисури и на линији Стара Ријека - Љубија. Бригада је садејствовала са другом приједорском јединицом, Петом козарском бригадом.

## Наоружање и техника
Хаубице калибра 122 и 155 мм, топови калибра 130 и 152 мм, тенкови Т-55, Т-72 и М-84, већи број оклопних транспортера и вишецијевних бацача ракета, а од превозних средстава камиони Пинцгауер, ТАМ 110 и ТАМ 150.
43. приједорска моторизована бригада била је послије 16. крајишке моторизоване бригаде најјача јединица ВРС. За храброст и заслуге одликована је највишим признањем - Орденом Немањића. Посебно су се истакли чета Војне полиције, артиљеријски дивизион, инжињерска јединица, извиђачко-диверзантски одред „Брзи“ те тенковска чета „Ел Манијакос” Драгана Јањетовића Јањца.